# Peracora
Peracora (Griego: Περαχώρα) es un asentamiento interior en Loutraki-Perachora-Agioi Theodoroi, Corintia, en la región del Peloponeso, Grecia.
Está situado a 7 km al noroeste de la ciudad de Loutraki en las laderas de las montañas Gerania. El nombre Peracora es una transformación de la frase "Peraia Chora", significando en griego "la tierra del otro lado" del istmo de Corinto y la antigua ciudad de Corinto. Peracora tiene una población de 1200 y está construida a 300 metros sobre el nivel del mar.
Los restos del Hereo de Peracora, un antiguo templo de Hera Limenia, están situados en el cabo a 8 km al oeste de Peracora. La laguna Limni Vouliagmeni está a 6 km al oeste del pueblo. En la zona de la laguna se grabó la película épica El león de Esparta en 1962. La zona en torno al pueblo tiene un paisaje agrícola típicamente mediterráneo con árboles verde plateados, siendo el único cultivo más importante. Existen extensos bosques de pinos en algunas de las montañas circundantes, a veces llegando a la costa. Los productos locales importantes incluyen el aceite de oliva virgen y la resina de pino natural.

## Censo histórico
| Year | Population |
| ---- | ---------- |
| 1991 | 1,296      |
| 2011 | 1,141      |